# Matileortheziola angolaensis
Matileortheziola angolaensis är en insektsart som beskrevs av Ferenc Kozár och Imré Foldi 2000. Matileortheziola angolaensis ingår i släktet Matileortheziola och familjen vaxsköldlöss.
Artens utbredningsområde är Angola. Inga underarter finns listade i Catalogue of Life.